# درس فيديو
إن درس الفيديو أو محاضرة الفيديو هو فيديو لمادة تعليمية بأحد الموضوعات التي يتم تدريسها. وقد يتم تحميل دروس الفيديو هذة على الإنترنت ليتم استخدامها كمحاضرات عبر الإنترنت.
قد يختلف شكل الفيديو. فقد يكون فيديو لمدرس يتحدث للكاميرا ويعرض صورًا ونصوصًا حول أحد الموضوعات أو مزيج مما سبق. نجحت أكاديمية خان في تدريس الرياضيات باستخدام الملاحظات المكتوبة باستخدام «مفكرة دودل» على موقع ياهو! مصحوبة بصوت سلمان خان (تربوي). ثم تم تحميل تلك الدروس على موقع يوتيوب حيث اشتهرت وأصبحت ذات تأثير. وتعد تلك المحاضرات جزءًا رئيسيًا من التعليم التوليفي حيث يتم استخدام دروس الفيديو بصورة أساسية في توصيل أساسيات الموضوع.